# Fidżi na Letnich Igrzyskach Olimpijskich 1956
Fidżi na Letnich Igrzyskach Olimpijskich 1956, reprezentowało 5 sportowców, mężczyzn (ani jednej kobiety). Żaden z zawodników nie zdobył medalu na tej olimpiadzie.

## Boks
| Zawodnik        | Konkurencja | 1/16             | 1/8              | Ćwierćfinał      | Półfinał         | Finał            | Finał   |
| Zawodnik        | Konkurencja | Przeciwnik Wynik | Przeciwnik Wynik | Przeciwnik Wynik | Przeciwnik Wynik | Przeciwnik Wynik | Miejsce |
| --------------- | ----------- | ---------------- | ---------------- | ---------------- | ---------------- | ---------------- | ------- |
| Thomas Schuster | -63,5 kg    | Willi Roth P     | NQ               | NQ               | NQ               | NQ               | NQ      |
| Hector Hatch    | -67 kg      | Nicolae Lincą P  | NQ               | NQ               | NQ               | NQ               | NQ      |

## Lekkoatletyka
Mężczyźni
Konkurencje techniczne
| Zawodnik        | Konkurencja  | Kwalifikacje | Kwalifikacje | Finał | Finał   |
| Zawodnik        | Konkurencja  | Wynik        | Miejsce      | Wynik | Miejsce |
| --------------- | ------------ | ------------ | ------------ | ----- | ------- |
| Mesulame Rakuro | rzut dyskiem | 47,24        | 15.          | NQ    | NQ      |

## Żeglarstwo
| Zawodnik                    | Konkurencja | Wyścig | Wyścig | Wyścig | Wyścig | Wyścig | Wyścig | Wyścig | Punkty | Finałowa pozycja |
| Zawodnik                    | Konkurencja | 1      | 2      | 3      | 4      | 5      | 6      | 7      | Punkty | Finałowa pozycja |
| --------------------------- | ----------- | ------ | ------ | ------ | ------ | ------ | ------ | ------ | ------ | ---------------- |
| Nesbit Bentley John Gilmore | Finn        | DNF    | 123    | 147    | 147    | 198    | 147    | 172    | 934    | 20.              |